# Estero Quempo
·
El estero Quempo o Cabeza de León es un curso natural de agua nival de poco caudal, que forma de los deshielos del Cerro Capitán del Quempo, al sur de las canchas de ski La Parva, Valle Nevado, etc, y vierte sus aguas en el río Colorado, a orillas del poblado de Las Vertientes.: 337 